# 페트라 폰 칸트의 쓰디쓴 눈물
《페트라 폰 칸트의 쓰디쓴 눈물》(독일어: Die bitteren Tränen der Petra von Kant)은 1972년 개봉한 서독의 드라마 영화이다. 라이너 베르너 파스빈더가 감독과 각본을 맡았다.